# Zieria covenyi
Zieria covenyi är en vinruteväxtart som beskrevs av J.A.Armstr.. Zieria covenyi ingår i släktet Zieria och familjen vinruteväxter. Inga underarter finns listade i Catalogue of Life.